# بانغ بانغ (فلم هندي)
بانغ بانغ هو فيلم آكشن هندي للمخرج سيدهارت راج أناند. والفيلم من بطولة هريثيك روشن وكاترينا كيف. تم تصوير الفيلم في جميع أنحاء أوروبا والشرق الأقصى والهند، ويقال الميزة «سلاسل عمل مثيرِ مدهشةِ، والكيمياء مكثفة والحافة فإن من بين مقعد الإثارة». بانغ بانغ تُنتَجُ من قبل شركة فوكس ستار ستوديوز، واحدة من إنتاج الأفلام الهندية الرائدة واستوديوهات التوزيع. وهو إعادة فيلم توم كروز وكاميرون دياز Knight and Day.

## القصة
بانغ بانغ فيلم مشوق يحتوي على الإثارة و المغامرة حيث قام بتادية دور البطولة هريتيك روشان بدور راجفير ناندا و كاترينا كيف بدور هارلين ساهاني وهو يتحدث عن هارلين ساهاني(كاترينا كيف) وحلمها السفر عبر أنحاء العالم تدور احداث الفيلم حول الماسة كوهينور التي يريدها عمر زفر و انتقام راجفير لمقتل اخوه بيد عمر زفر

## البطولة
- هريتيك روشان as جاي + راجفير ناندا

..........
- كاترينا كايف as هارلين ساهاني

،.........
- داني دينزونغبا

..........
- جافيد جافري

## التصوير
هريثيك روشان سَيَستأنف التصوير لسيدهارث أناند Bang Bang بحلول منتصف نوفمبر. الجدول الثالث للفلمِ كان من المفترض الطُلوع للذهاب في الطوابق في (10 يوليو) لكن الخطة أصبحَت متأخرة بسبب عملية جراحية في الدماغ الشهر الماضي. أَصاب نفسه بينما يُؤدّي العمل المثيرَ للفلمِ. وقال هريثيك في بيان أَتطلّعُ إلى إسْتِئْناف رحلتِي المُدهِشةِ بفريقِ الفلمِ مِنْ منتصف شهر نوفمبر.